# Иванов, Ивайло
Ивайло Иванов (болг. Ивайло Иванов; род. 20 июля 1994, Монтана) — болгарский дзюдоист и самбист, призёр чемпионатов Европы по дзюдо 2016 и 2020 годов в весовой категории до 81 кг, 2025 в категории до 90 кг. Серебряный (2014) и бронзовый (2013) призёр чемпионатов мира по самбо. Призёр соревнований по дзюдо Европейских игр 2019 года. Участник летних Олимпийских игр 2016 и 2020 годов.

## Биография
В 2013 году стал чемпионом Европы среди молодых спортсменов не старше 23-х лет.
Он занял третье место на чемпионате Европы в весовой категории до 81 кг в 2016 году, в Казани.
В 2016 году принял участие на Олимпийских играх в Бразилии, где занял 7-е место в весовой категории до 81 кг.
На Европейских играх 2019 года в июне в Минске он стал серебряным призёром уступив в финале бельгийцу Кассе Маттиасу.
В ноябре 2020 года на чемпионате Европы в чешской столице, Иванов смог завоевать серебряную медаль турнира. В финале он уступил спортсмену из Грузии Тато Григалашвили.
В апреле 2025 года на чемпионате Европы в Подгорице в весовой категории до 90 кг стал обладателем бронзовой медали. В схватке за третье место одолел соперника из Сербии Неманью Майдова.